# Theodoros Katsanevas
Theodoros Katsanevas (Grieks: Θεόδωρος Κατσανέβας) (Athene, 13 maart 1947 – Amarousio, 8 mei 2021) was een Grieks academicus en politicus. Katsanevas zat in het Griekse parlement voor de sociaaldemocratische PASOK. In mei 2013 richtte hij een eurosceptische partij op.

## Biografie
Katsanevas heeft een MA behaald aan de Universiteit van Warwick en hij promoveerde aan de exclusieve London School of Economics op een thesis over de vakbeweging in Griekenland.
In 1981 schreef hij mee aan het regeringsprogramma van het eerste kabinet Papandreou en hetzelfde jaar werd hij benoemd tot president van de OAED, het Griekse arbeidsbureau. In 1985 werd Katsanevas voorzitter van het staatsagentschap voor sociale verzekeringen IKA. Hij werd in 1989 in het tweede kiesdistrict van Athene gekozen tot parlementslid voor de PASOK. Deze parlementszetel zou hij tot 2004 bezetten. In mei 2013 richtte hij de Drachme - Griekse Democratische Beweging van de Vijf Sterren op. Deze partij staat onder meer het verlaten van de euro voor, ten gunste van de voormalige Griekse munt drachme.
Katsanevas was professor arbeidseconomie aan de universiteit van Piraeus.
Op 8 mei 2021 overleed Katsanevas op 74-jarige leeftijd in een ziekenhuis in Amarousio aan de gevolgen van COVID-19.